# Abudefduf luridus
Abudefduf luridus är en fiskart som först beskrevs av Cuvier, 1830.  Abudefduf luridus ingår i släktet Abudefduf och familjen Pomacentridae. Inga underarter finns listade i Catalogue of Life.

## Bildgalleri

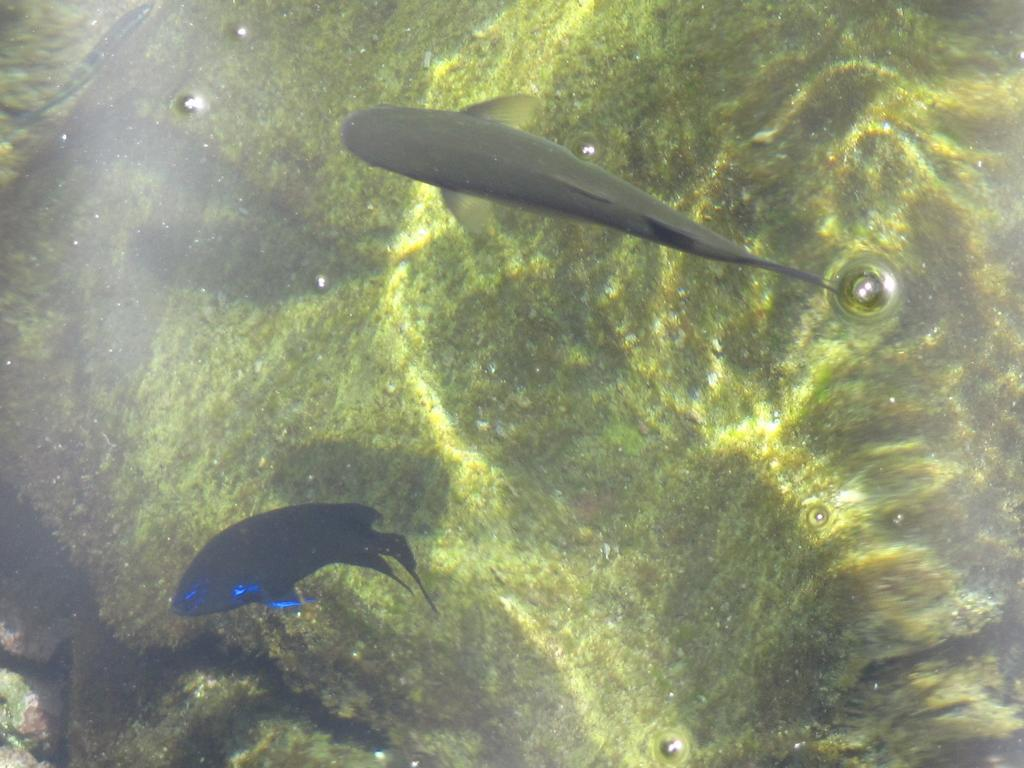
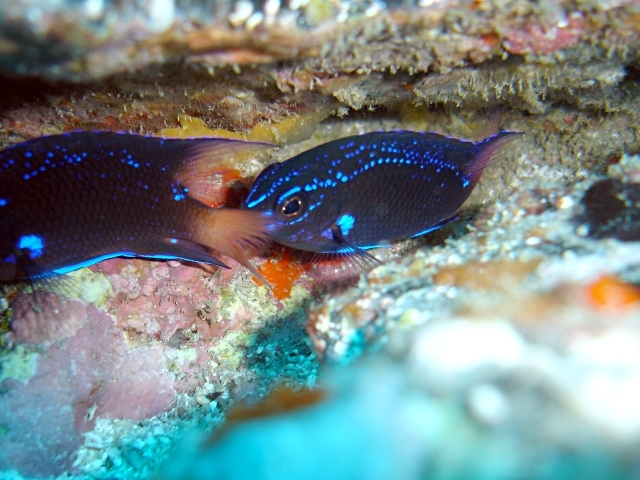